# Spider-Man (videogioco 2002)
Spider-Man è un videogioco sviluppato da Treyarch e Digital Eclipse Software basato sul supereroe dei fumetti della Marvel Comics, l'Uomo Ragno. Trattasi dell'adattamento videoludico del film Spider-Man diretto da Sam Raimi. Il gioco è stato pubblicato il 13 aprile 2002 per le piattaforme PlayStation 2, Xbox, GameCube, Microsoft Windows e Game Boy Advance. In Italia è uscito in lingua originale con manuale in italiano.
Rispetto ai videogiochi gemelli, questo capitolo presenta una grafica notevolmente migliorata, e una modalità di gioco di maggior qualità. Il gioco riprende i momenti salienti della lotta tra Spider-Man e Goblin, ma non mancano i classici nemici quali Shocker, l'Avvoltoio, lo Scorpione e Kraven il cacciatore.

## Trama
Peter Parker è un normale adolescente che vive a New York City con gli zii Ben e May in seguito alla morte dei genitori. La sua vita cambia quando viene morso da un ragno geneticamente modificato acquisendo forza, velocità, resistenza proporzionali a quelle di un ragno, oltre alle incredibili capacità di aderire ad ogni superficie, di sparare ragnatele (nel gioco come nel film queste sono organiche e sparate direttamente dai polsi, diversamente dai fumetti) e molte altre caratteristiche tra le quali spicca il Senso di Ragno, un pizzicore alla testa che avverte Peter dei pericoli imminenti.
Entusiasta dei suoi nuovi poteri, Peter decide di utilizzarli a fini di lucro, dato che gli zii sono piuttosto poveri. Partecipa quindi ad un torneo di wrestling e con i suoi superpoteri batte facilmente il campione in carica. Il promotore del torneo però lo paga meno del dovuto e Peter si arrabbia a tal punto da lasciar scappare un uomo che ha appena rapinato il promotore, nonostante sarebbe stato un gioco da ragazzi per lui fermarlo. Uscito dal torneo Peter s'imbatte nella scena di un omicidio, e scopre con orrore che si tratta proprio di zio Ben, ucciso per la sua auto. Stravolto dal dolore, Peter si mette a dare la caccia al killer: dopo aver interrogato i teppisti del quartiere, membri della gang degli Skull, Peter viene a sapere che l'assassino di zio Ben si trova in un grande magazzino che si affaccia sul fiume. Arrivato al magazzino e sconfitti i criminali agli ordini del killer, Peter affronta il primo boss del gioco: l'assassino di zio Ben, che è molto più pericoloso dei comuni nemici affrontati fino a quel momento in quanto armato di fucile. Dopo averlo sconfitto, Peter, guardandolo in faccia, scopre con orrore che si tratta del rapinatore di prima e che quindi avrebbe potuto salvare suo zio. Nel panico, il rapinatore indietreggia, inciampa e muore cadendo da una finestra. Peter fugge e si ritrova da solo coi suoi pensieri; ricordando le ultime parole che sentì dire da suo zio, "da un grande potere derivano grandi responsabilità", decide di redimersi mettendo i suoi poteri al servizio della giustizia, diventando così Spider-Man.
Spider-Man non sa che la Oscorp, una multinazionale specializzata nella costruzione di armi ed esoscheletri, lo sta osservando e ha sguinzagliato dei Mech, potenti robot in grado di volare, per catturarlo e studiare il suo particolare metabolismo. La cosa incredibile è che il presidente della Oscorp è Norman Osborn, padre del migliore amico di Peter, Harry Osborn. La Oscorp si trova anche a dover sviluppare il cosiddetto "siero del supersoldato", che conferisce forza e riflessi sovrumani, da fornire all'esercito per le sue truppe. Nel frattempo Peter ha trovato lavoro come fotografo part-time per un famoso quotidiano, il Daily Bugle, e ovviamente non fa altro che scattarsi le foto indossando il costume.
Proprio mentre si sta facendo alcune foto, viene attaccato dai Mech che però vengono sbaragliati dall'eroe in una battaglia aerea. Dopo l'attacco, Peter si mette a girare per New York e, guidato dal senso di ragno fino ad una gioielleria, si imbatte in due supercriminali che hanno appena compiuto una rapina, Shocker e l'Avvoltoio: il primo può scatenare onde d'urto soniche dai suoi speciali guanti, mentre l'altro può volare grazie ad un particolare costume con esoscheletro dotato di ali. Spider-Man decide di seguire prima Shocker, e l'inseguimento termina nella stazione della metropolitana dove sconfigge il criminale, che gli rivela che il suo complice si trova nella vecchia torre dell'orologio. Spider-Man si reca sul posto e risale la torre dall'interno, ma l'Avvoltoio scappa facendola esplodere per rallentare il supereroe. Dopo essere uscito dall'edificio, comincia un inseguimento aereo che termina sulChrysler Building, dove Spider-Man sconfigge l'Avvoltoio e lo consegna alle autorità.
Intanto la Oscorp sta focalizzando la sua attenzione sia su Spider-Man che su un altro individuo, lo Scorpione, frutto di un esperimento della compagnia stessa, che indossa una tuta speciale con una coda bionica che aumenta la sua forza e gli dona caratteristiche simili a quelle degli scorpioni. Per catturarli la Oscorp invia dei droni a forma di ragno che però vengono sconfitti dalla forza combinata di Spider-Man e dello Scorpione. Arrivati in salvo, però, lo Scorpione, paranoico e desideroso soltanto di libertà, ha il sospetto che l'eroe voglia riportarlo alla Oscorp. Spider-Man vuole solo aiutarlo, ma viene frainteso e nasce un diverbio che sfocia in lotta: lo Scorpione ha la peggio, ma riesce a fuggire mentre Spider-Man sta esaminando uno dei droni distrutti per capire chi li ha mandati.
Osborn intanto capisce che i suoi colleghi lo stanno tagliando fuori dalla compagnia e decide di sottoporsi al siero del supersoldato, ancora in fase sperimentale: viene così dotato istantaneamente di forza e riflessi sovrumani, ma impazzisce a causa degli effetti collaterali e uccide in un raptus il suo collega, il Dr. Stromm, che lo stava assistendo. Dopodiché, assunta l'identità di Goblin, si presenta alla Fiera dell'Unità Mondiale con il suo aliante, e con una bomba-zucca uccide i suoi ex-soci. L'onda d'urto sbalza via anche Mary Jane Watson, la ragazza di cui Peter è innamorato e che si trovava all'evento. Fortunatamente anche Peter si trova lì e cambiatosi come Spider-Man salva Mary Jane, che per ricompensarlo lo bacia, mentre un drone ragno li fotografa di nascosto.
Subito dopo Spider-Man attacca Goblin, che cerca persino di convincere l'eroe a unirsi a lui; venendo battuto, Goblin scappa, rivelando di aver piazzato delle bombe in città. L'Uomo Ragno le disinnesca per poi affrontare e sconfiggere anche i robot di Goblin, che nota essere stati progettati alla Oscorp. Si reca quindi alla sede della compagnia e, dopo aver aggirato la sicurezza, s'imbatte nel Super Mech, un robot gigantesco che è vulnerabile solo sul collo. Distruttolo, Spider-Man raggiunge l'ufficio di Osborn, dove trova le foto scattate dal drone ragno che lo ritraggono in compagnia di Mary Jane, e capisce in tal modo che Goblin ha intenzione di rapirla per vendicarsi di lui. Arriva dunque all'appartamento di Mary Jane e, vedendo che è già stata rapita, insegue Goblin fino al Ponte di Brooklyn e salva la ragazza. Dopo una lunga battaglia Spider-Man sconfigge finalmente Goblin, che si toglie la maschera rivelando di essere il padre di Harry. Distraendo Peter, sconvolto per la rivelazione, Norman manovra l'aliante per cercare di colpirlo alle spalle, ma il senso di ragno avverte Peter del pericolo che lo scansa giusto in tempo e l'aliante colpisce lo stesso Norman, che muore per le ferite. Ritrovatisi, Peter e Mary Jane si baciano sotto il cielo stellato.

## Modalità di gioco
Similmente ai precedenti Spider-Man e Spider-Man 2: Enter Electro, il gioco è un picchiaduro suddiviso in livelli, che si differenzia però per la maggior qualità grafica e di gameplay. Anche se il gioco è in terza persona, un trucco permette di passare alla visuale in prima persona. I livelli variano molto in base al contesto, passando da combattimenti a viso aperto ad esplorazioni dell'ambiente, fino ad azioni furtive per non essere individuato dai nemici.
Il giocatore assume il ruolo di Spider-Man in una storia che alterna parti del film a vicende ispirate ai fumetti con personaggi non presenti nella pellicola. Mentre la maggior parte dei livelli si svolge in luoghi chiusi, diversi livelli sono ambientati all'aperto, soprattutto tra i grattacieli di New York. I livelli utilizzano un sistema di punteggio che copre più aspetti, come "Tempo" (completamento in un tempo prestabilito), "Perfetto" (non subire danni / non essere individuato) e "Stile" (utilizzare quante più combinazioni possibili). Alcuni livelli hanno altri obiettivi specifici, come "Segreti" (scoprire un'area segreta), "Combattimento" (sconfiggere tutti i nemici) e "invisibilità" (non venire scoperti dai nemici). A seconda della difficoltà di gioco scelta, i giocatori possono guadagnare punti completando questi obiettivi con criteri diversi. Esistono 21 combo diverse, che vengono sbloccate durante i livelli raccogliendo il "Ragno d'Oro", un oggetto che sblocca anche diversi potenziamenti per la ragnatela.

## Poteri di Goblin
Completando il gioco si potrà sbloccare Goblin e giocare nei suoi panni. Il nuovo Goblin è Harry Osborn, che ha ereditato l'attrezzatura del padre per indagare sulla sua morte. Il personaggio dispone di vari poteri ed armi:
Aliante di GoblinIl marchio di fabbrica di Goblin, identico alla versione del film. Si tratta del mezzo di trasporto migliore a disposizione del personaggio, che a grandi linee sostituisce le ragnatele di Spiderman. Può volare ovunque e all'infinito, inoltre può utilizzare un turbo e diverse armi (che però possono surriscaldarsi).
MitragliatriceL'arma più versatile dell'aliante. Si tratta di un mitra veloce e discretamente potente, ma che tende a surriscaldarsi se utilizzato in maniera prolungata.
Bombe InfernaliUn'altra arma dell'aliante. Le bombe sono lente, imprecise e vengono ricaricate molto lentamente, ma hanno un ampio raggio d'azione e infliggono enormi danni.
Pugnali da lancioUn tipo di frecce affilate a disposizione dell'aliante. Si ricaricano velocemente e sono molto precisi, anche se infliggono solo danni modesti.
RasoiFedeli robot identici a quelli usati da Goblin contro Spider-Man. Possono essere sfoderati in ogni momento ed in gran numero, ma sono piuttosto deboli. Offrono più che altro una buona copertura.
Bombe ZuccaUn'arma classica di Goblin, sono di tre diversi tipi (quelle rosse hanno una traiettoria frontale, quelle blu rimbalzano e quelle verdi si dividono in altre bombe più piccole) e sostituiscono i tre tipi di ragnatele a disposizione di Spiderman.
Super Forza
Goblin ha la stessa forza di Spider-Man e può eseguire le stesse combo, tranne quelle a base di ragnatela. Alcune combo che terminano con un colpo di ragnatela vengono rimpiazzate dal lancio di una bomba.
Super VelocitàGoblin è molto più veloce nella corsa rispetto a Spider-Man e può compiere uno scatto notevole, lasciandosi dietro una scia di fuoco. Questo compensa il suo svantaggio rispetto al protagonista nel combattimento aereo. Correndo in questo modo si scaricherà la barra blu, che nei panni di Spiderman rappresenta il fluido di ragnatela a disposizione.

## Personaggi giocabili
Nel gioco esiste un gran numero di personaggi giocabili. Alcuni sono subito disponibili, per altri bisogna accumulare punti, mentre altri si possono sbloccare con i trucchi:
Spider-ManPeter Parker con il suo costume definitivo, ormai supereroe a tutti gli effetti. Si tratta del classico costume del film e del fumetto. Disponibile dal livello 4 in poi.
Peter ParkerIl giovane protagonista non più in costume ma in abiti civili, vestito con una felpa grigia e dei jeans. Giocabile nel tutorial oppure accumulando un gran numero di punti.
Spider-Man (Wrestler)Il primo costume di Peter, è quello usato per affrontare il wrestler Segaossa McGraw nella gabbia. Disponibile nei primi 3 livelli oppure accumulando un gran numero di punti.
Spider-Man (Alex Ross)Il concept del costume di Spider-Man ideato in origine dall'illustratore Alex Ross per la pellicola. Somiglia a quello classico, ma è modificato esteticamente e indossa due speciali cartucce di ragnatele. Utilizzando questo costume nella trama anche Goblin avrà il costume basato sul design iniziale di Ross, più simile a quello del fumetto. Si può sbloccare solo accumulando punti.
Goblin (Harry Osborn)Cosa sarebbe successo se Harry fosse diventato un supereroe, ma usando lo stesso costume del padre? Il costume, i poteri e le armi sono identiche a quelle di Goblin originale, cambia solo la voce. Anche i livelli visitati saranno gli stessi, ma i dialoghi e la storia cambieranno: Harry si ritroverà ad indagare sulla morte del padre e su un misterioso complotto che riguarda la Oscorp, imbattendosi in un misterioso nemico che, come Harry, ha acquisito l'armatura e l'arsenale di Goblin e sostiene di essere stato ingaggiato dallo stesso Norman. Si può utilizzare solo accumulando punti.
I seguenti personaggi sono giocabili inserendo degli appositi trucchi nella sezione Cheats:
Mary Jane WatsonLa ragazza di cui è innamorato Peter. Viene rappresentata con il vestito rosso che indossa nel film e nel gioco, precisamente nel livello "Colpo di stato".
ShockerAnche il famigerato Shocker è giocabile, a patto di conoscere il trucco per sbloccarlo.
ScienziatoUno scienziato della Oscorp, altri non è che il primo incontrato nel livello "Caos Chimico".
PoliziottoSi tratta del poliziotto bianco e dai capelli biondi incontrato nel livello "Stazione della metropolitana". Inoltre è lui ad arrestare Avvoltoio nel filmato finale del livello "Duello aereo con Avvoltoio".
Capitano StacyIl capo della polizia newyorkese, viene rappresentato con un uniforme blu e in testa un casco da moto. Nel gioco non appare mai, ma è un personaggio noto del fumetto originale in quanto padre di Gwen Stacy, la prima fidanzata di Peter.
SoldatoUn tirapiedi di Shocker. Si tratta di un nemico disarmato, con passamontagna e giacca blu. Si vede nei livelli "Stazione della metropolitana" e "Inseguimento nelle fogne".
ScagnozzoUn tirapiedi dell'assassino di zio Ben. Si trova nei livelli "Caccia nel magazzino" e "Genesi di un Eroe" ed è un criminale di colore, muscoloso e con una giacca rossa.
Dennis CarradineIl killer di zio Ben. Si trova anche nel livello "Genesi di un eroe" in forma di boss, armato di fucile a pompa.
CyborgUna creazione della Oscorp, mezzo uomo e mezzo robot. Visibile esclusivamente nella modalità Big Brawl, è visivamente ispirato all'uomo in costume che collauda l'aliante per la Oscorp in una scena del film.

## Nemici
Nel gioco i nemici sono piuttosto variegati, si va dai comuni criminali ai più futuristici robot.
SkullsUna banda di teppisti il cui capo è l'assassino di zio Ben. Non sono particolarmente forti, tranne quelli che indossano un berretto nero. Alcuni attaccano con i pugni, altri sparano con le pistole, i più forti hanno due mitragliette. Nel corso del gioco uno di loro tenterà persino di investirvi con un muletto. Sono presenti nei livelli: "Cercando giustizia", "Caccia nel magazzino" e "Genesi di un eroe"
MechSono i robot della Oscorp più versatili. Volano e attaccano con granate e raggi laser. Sono abbastanza forti e veloci, ma vulnerabili alla ragnatela. Sono presenti nei livelli "L'asso nella manica di Osborn", "Corsa contro il tempo" e "L'ultima speranza della Oscorp".
SoldatiI tirapiedi di Shocker, leggermente più forti degli Skulls. Alcuni sono disarmati, altri attaccano con le mitragliette, possono lanciare granate, i più tosti hanno persino un'armatura pesante. Popolano i livelli "La stazione della metropolitana" e "Inseguimento nelle fogne".
Mine a muroSono state costruite dall'Avvoltoio. Granate che esplodono non appena il giocatore si avvicina. Sono nel livello "Il covo di Avvoltoio".
BombeAltre creazioni dell'Avvoltoio. Sono dei ragni robot che si avvicinano a Spiderman e poi si fanno saltare in aria, presenti nel livello "Il covo di Avvoltoio".
DroniSi tratta ancora una volta di robot con l'aspetto di ragni, ma questi sono della Oscorp. Possono utilizzare un rampino, sparare, tirare granate, usare un lanciafiamme e persino secernere una ragnatela artificiale che blocca i nemici. Fungono anche da spie in quanto sono capaci di scattare fotografie. Si trovano nei livelli "L'asso nella manica di Osborn" e "Nell'angolo".
RasoiStrani robot agli ordini di Goblin. Somigliano alle sue bombe-zucca, ma sono autosufficienti, volano e attaccano con delle lame che fungono anche da ali. Vengono usati da lui stesso durante i suoi scontri in genere, ma vengono utilizzati in massa nel livello "L'elica del rasoio".
GuardieNon sono veri e propri nemici, visto che non combattono mai. Sorvegliano le strutture della Oscorp e se vedono l'Uomo Ragno possono chiamare tramite computer i devastanti Supersoldati. Possono essere evitati o, in casi estremi, messi fuori combattimento prima che diano l'allarme, ma dispongono di una eccellente resistenza ai colpi. Sorvegliano i livelli "Intrusione nella Oscorp" e "Caos chimico".
SupersoldatiTra i nemici più forti del gioco, pericolosi anche a livello di difficoltà Facile. Questi temibili robot della Oscorp sparano, lanciano granate e possono sferrare letali attacchi corpo a corpo. Sono dotati di una buona resistenza ai colpi e in più sono numerosi. Meglio aggirarli piuttosto che affrontarli. Vengono usati dalle guardie nei livelli "Intrusione nella Oscorp", "Caos chimico" e sono presenti da soli nel livello "Fuga dalla Oscorp".
Batterie antiaereeCannoni posti sul dorso del Super Mech, sparano raggi laser molto precisi e veloci. Non possono essere affrontati direttamente, ma se il Super Mech muore anche loro vengono distrutte. Sono nel livello "L'ultima speranza della Oscorp" sparse un po' dappertutto.
TorretteIl sistema di difesa della Oscorp. Presenti sul soffitto del corridoio, sparano raggi al giocatore non appena lo avvistano. Non possono essere distrutte, ma sono disattivabili tramite appositi computer. Si attivano solo nel livello "Fuga dalla Oscorp", protette da enormi barriere laser anch'esse disattivabili.
CyborgQuesti androidi non sono presenti nella modalità storia ma solo nella sfida extra Big Brawl della modalità addestramento. Attaccano con i pugni, ma come nemici sono molto deboli.
Armi sperimentaliSono dei robot, presumibilmente creati dalla Oscorp, estremamente potenti e resistenti, capaci di sparare missili. Non s'incontrano mai nella modalità storia e, come i Cyborg, sono presenti solo nella modalità Big Brawl.

## Boss
"Segaossa" McGrawUnico boss che non compare mai nell'avventura, ma solo nel filmato iniziale e nell'ultimo round della modalità Addestramento al Combattimento. Si tratta di un nemico forte e resistente, piuttosto difficile da battere.
SpikeIl primo boss del gioco. Armato di fucile a pompa, può anche lanciare granate stordenti e tendere agguati. Nonostante la sua potente arma e le sue granate sicuramente molto efficaci, se comincia a subire colpi si riprende con enorme fatica. Per batterlo è anche possibile utilizzare le travi del soffitto come copertura. Nella storia, l'Uomo Ragno lo sconfigge e questi muore poco dopo cadendo accidentalmente da una finestra. È il boss del livello "Genesi di un eroe".
ShockerSupercriminale a capo di una squadra di soldati e collega dell'Avvoltoio. Scatena letali onde soniche dalle mani con i suoi guanti speciali e nonostante l'aspetto bislacco non va preso sottogamba. Dimostra di essere un buon combattente sia dalla lunga che dalla breve distanza, ma le sue armi richiedono tempo per essere ricaricate. Spidey lo sconfigge dopo una lunga lotta nella metropolitana, nel livello "Scontro finale con Shocker", dove lo interroga e poi lo lascia appeso al soffitto privo di sensi.
L'AvvoltoioSupercriminale e collega di Shocker. Può tirare letali granate verdi e in volo è un combattente formidabile, che si scaglia addosso al nemico con le sue grandi ali oppure lancia le sue piume acuminate. Inoltre è dotato di un'armatura nel costume, ma il suo unico punto debole è che se subisce troppi colpi le sue ali si rovinano ed è costretto a ripararle, e di conseguenza ad abbassare la guardia. Spider-Man lo incontra per la prima volta nel livello "Il covo dell'Avvoltoio" dove questi lo bombarda dalla cima di un campanile. Scappa poi durante il livello "Inseguendo l'Avvoltoio", dove non si fa scrupolo a danneggiare delle costruzioni e mettere in pericolo i civili pur di rallentare il giocatore. La battaglia finale avviene nel livello "Duello aereo con Avvoltoio" dove l'Uomo Ragno lo sconfigge definitivamente e lo lascia alla polizia.
Lo ScorpioneLa sua tuta gli conferisce degli incredibili riflessi, può colpire con la sua coda bionica dalla quale spara un raggio laser, e può effettuare lunghissimi salti. Si dimostra un valido alleato contro i droni nel livello "Nell'angolo", ma decide di ribellarsi nel livello "Lo scorpione infuriato". Nonostante Spider-Man dimostri la sua superiorità, lo Scorpione riesce comunque a sopravvivere e a fuggire in un momento di distrazione del protagonista.
Kraven il cacciatoreUn cacciatore "moderno", possiede una pozione che gli fornisce incredibili poteri. Avvelena Spider-Man con un gas, ma gli promette l'antidoto se riesce a completare un percorso di sopravvivenza da lui stesso preparato nel livello "La prova di Kraven". Nonostante l'avvelenamento Spider-Man riesce a sconfiggerlo nel livello "Il grande cacciatore" e Kraven come promesso gli consegna l'antidoto. Kraven è un boss in esclusiva solo per la versione Xbox del gioco.
Super MechLa più potente arma della Oscorp, si attiva nel livello "L'ultima speranza della Oscorp". Il suo cannone è la cosa che causa più danni nel gioco e il suo unico punto debole (che corrisponde più o meno al collo) è protetto da un campo di forza. Fortunatamente il campo di forza può essere disattivato. Peter danneggia seriamente il robot spezzando i circuiti del suo collo, ma questi sopravvive e raccoglie le forze per un disperato contrattacco. Fortunatamente la cannonata non va a segno, ma distrugge il muro aprendo una via di fuga per il protagonista, mentre il Mech muore nel contraccolpo.
GoblinIl boss finale, anche se viene affrontato più volte nel corso del gioco. Oltre ad essere un buon combattente, Goblin lancia delle letali bombe-zucca e il suo aliante può sparare proiettili, granate incendiarie e lame, e in più può evocare i rasoi. Durante tutta l'avventura, come nel film, è certamente il nemico numero uno del giocatore e appare in diversi livelli, tra cui "Colpo di stato", "L'offerta", "Il filo del rasoio" e "Il rapimento di Mary Jane", ma fallisce sempre nel tentativo di uccidere il protagonista. Muore definitivamente nel livello finale "Battaglia sul ponte", dove cerca di uccidere Spider-Man colpendolo alle spalle con il suo aliante telecomandato, ma finisce per colpirsi da solo. Con la sua sconfitta, il videogiocatore completa la storia principale.
Tutti i boss sono immuni alle ragnatele di Spider-Man.